# Les Seigneurs de l'Hydre
Les Seigneurs de l'Hydre (titre original: Serpent's Reach) est un roman de science-fiction de 1980 de l'écrivaine américaine C. J. Cherryh. Le livre, nommé pour le prix Locus du meilleur roman de science-fiction en 1981, s'inscrit dans l'univers de l'Alliance-Union (en) de l'auteure. Le placement spécifique du roman dans le calendrier de l'Alliance-Union est difficile car deux des œuvres de Cherryh présentent des dates contradictoires. Il est fort probable que les événements du roman débutent en l'an 3141 (voir " Questions de chronologie " ci-dessous).
L'ouvrage a d'abord été publié sous la forme d'une édition du Science Fiction Book Club par Nelson Doubleday en mai 1980, suivie d'une édition de poche du DAW Books (en) en août de la même année.

## Personnages principaux
- Raen a Sul hant Meth-maren (femme humaine) - Kontrin du Sul sept de la maison des Meth-marens
- Jim - Azi de Raen
- Lian - Kontrin Conseil Aîné et dirigeant
- Moth - Aînée du Conseil Kontrin

## Sej
Le Sej est un jeu de dés à la fois de hasard et d'adresse pour deux joueurs. Cherryh décrit le jeu en détail dans une annexe de son roman.
Le Sej est joué avec deux dés à six faces et trois baguettes à quatre faces avec des symboles et des couleurs sur chaque face de baguette. Les joueurs jouent alternativement les mains, ce qui implique le lancer des baguettes; les deux joueurs lancent ensuite les dés pour la possession des points représentés par les baguettes. L'habileté du jeu consiste à décider s'il faut prendre le risque de jouer le lancer à la main ou de le passer. Le jeu est gagné en accumulant 100 points.

## Distinction
Nomination au Prix Locus du meilleur roman de science-fiction en 1981.